# Houston Texans 2017
La stagione 2017 degli Houston Texans è stata la 16ª della franchigia nella National Football League, la quarta con Bill O'Brien come capo-allenatore. La squadra ha disputato la prima stagione con più sconfitte che vittorie dal 2013 (la prima con Bill O'Brien) ed terminata all'ultimo posto nella AFC South per la prima volta ancora dal 2013. A contribuire all'annata negativa vi sono stati gli infortuni della stella della difesa J.J. Watt e al quarterback rookie Deshaun Watson, autori di diversi record assoluti per un debuttante prima di rompersi un legamento a fine ottobre.

## Scelte nel Draft 2017
| Scelte dei Texans nel Draft 2017 |        |                  |       |              |
| Giro                             | Scelta | Giocatore        | Ruolo | College      |
| 1                                | 12     | Deshaun Watson   | QB    | Clemson      |
| 2                                | 57     | Zach Cunningham  | LB    | Vanderbilt   |
| 3                                | 89     | D'Onta Foreman   | RB    | Texas        |
| 4                                | 130    | Julién Davenport | OT    | Bucknell     |
| 4                                | 142    | Carlos Watkins   | DT    | Clemson      |
| 5                                | 169    | Treston Decoud   | CB    | Oregon State |
| 7                                | 243    | Kyle Fuller      | C     | Baylor       |

## Staff
| Staff degli Houston Texans nel 2017 |
| --- |
| Organi dirigenziali - Fondatore/Chairman/CEO - Bob McNair - Vice Chairman - D. Cal McNair - Vice presidente esecutivo/General Manager – Rick Smith - Presidente – Jamey Rootes - Vice President of Football Administration – Chris Olsen - Vice President of Football Operations – Doug West - Senior Personnel Advisor – Bobby Grier - Direttore del personale professionistico – Brian Gaine - Direttore degli osservatori del college – Jon Carr - Director of Football Research – Jim Bernhardt - Assistente direttore personale prof. – Larry Wright Capo allenatore - Bill O'Brien Altri allenatori - Preparatore atletico – Craig Fitzgerald - Assistente p.a. – Sean Hayes - Assistente p.a. – Brian Bell Allenatori dell'attacco - Coordinatore offensivo/Quarterback - George Godsey - Running Back – Charles London - Wide Receiver – Stan Hixon - Tight End – John Perry - Offensive Line – Mike Devlin - Controllo qualità attacco – Tim Kelly - Assistente attacco – Pat O'Hara Allenatori della difesa - Coordinatore difensivo: Romeo Crennel - Defensive Line – Paul Pasqualoni - Linebacker – Mike Vrabel - Defensive back– John Butler - Assistente d.b. – Anthony Midget - Controllo qualità difesa – Will Lawing - Assistente difesa – Anthony Pleasant Allenatori dello special team - Coordinatore dello Special Team: Bob Ligashesky - Assistente – Doug Colman |

## Roster
| Roster degli Houston Texans nel 2017 |
| --- |
| Quarterback - 3 Tom Savage - 4 Deshaun Watson Running Back - 28 Alfred Blue - 34 Tyler Ervin - 27 D'Onta Foreman - 26 Lamar Miller - 45 Jay Prosch FB - 31 Jordan Todman KR Wide Receiver - 12 Bruce Ellington - 15 Will Fuller - 10 DeAndre Hopkins - -- Andy Jones - 13 Braxton Miller Tight End - 89 Stephen Anderson - 87 C.J. Fiedorowicz - 84 Ryan Griffin Offensive Linemen - 79 Jeff Allen G - 74 Chris Clark T - 70 Julién Davenport T - 61 Kyle Fuller C - 68 Breno Giacomini T - 63 Kendall Lamm T - 65 Greg Mancz C - 66 Nick Martin C - 71 Xavier Su'a-Filo G Defensive Linemen - 95 Christian Covington DE - 92 Brandon Dunn DE - 93 Joel Heath DE - 97 Ufomba Kamalu DE - 98 D.J. Reader NT - 91 Carlos Watkins NT - 99 J.J. Watt DE Linebacker - 90 Jadeveon Clowney OLB - 51 Dylan Cole ILB - 41 Zach Cunningham ILB - 56 Brian Cushing ILB - 55 Benardrick McKinney ILB - 59 Whitney Mercilus OLB - 52 Brian Peters ILB - 57 Brennan Scarlett OLB Defensive Back - 31 Treston Decoud CB - 23 Kurtis Drummond SS - 40 Marcus Gilchrist FS - 29 Andre Hal FS - 25 Kareem Jackson CB - 30 Kevin Johnson CB - 24 Johnathan Joseph CB - -- Jeremy Lane CB - 43 Corey Moore FS - 35 Eddie Pleasant SS - 32 Dee Virgin CB Special Team - 7 Ka'imi Fairbairn K - 9 Shane Lechler P - 46 Jon Weeks LS Lista delle riserve - 88 RaShaun Allen TE (Waived/injured) - 39 Lonnie Ballentine FS (Waived/injured) - 2 Cory Carter P (Waived/injured) - 69 Matt Godin DE (Waived/injured) - 16 Deanté Gray WR (IR) - 72 Derek Newton T (PUP) - 22 Denzel Rice CB (Waived/injured) - 36 Malik Smith SS (Waived/injured) - 11 Jaelen Strong WR (Sospeso) - 82 Wendall Williams WR (Waived/injured) Squadra di allenamento - 81 Evan Baylis TE - 37 Bryce Jones CB - 83 Riley McCarron WR - 44 Dare Ogunbowale RB - 54 Gimel President OLB - 77 David Quessenberry G - 67 Daniel Ross DE - 62 Chad Slade G - 14 Chris Thompson WR 53 attivi, 11 inattivi, 9 nella squadra di allenamento |
| Legenda - I rookie sono in corsivo. - Il primo ruolo è il principale mentre gli eventuali successivi indicano i ruoli secondari. - (IR) sta per Injured Reserve ed indica la lista ristretta per un solo giocatore infortunato che può tornare ad allenarsi dopo la settimana 6 e a rientrare in prima squadra dopo che questa ha giocato 8 partite. - (NF-Inj.) / (NF-Ill.) stanno rispettivamente per Non-Football Injured e Non-Football Illness ed indicano le liste dove viene inserito un giocatore che ha un infortunio o una malattia non dipendente dal football americano. - (PUP) sta per Physically Unable to Perform ed indica la lista dove viene inserito un giocatore mentre è in attesa di recuperare la condizione fisica. Nella stagione regolare dopo la sesta partita giocata dalla propria squadra, il giocatore ha tempo tre settimane per riprendere ad allenarsi, più tre settimane aggiuntive dal suo rientro agli allenamenti per rientrare in prima squadra. |

## Calendario

### Stagione regolare
Il calendario della stagione è stato annunciato il 20 aprile 2017.
| 1                                                       | 10/9               | Jacksonville Jaguars    | S 7–29             | 0–1                | NRG Stadium                   | Recap              |
| 2                                                       | 14/9               | at Cincinnati Bengals   | V 13–9             | 1–1                | Paul Brown Stadium            | Recap              |
| 3                                                       | 24/9               | at New England Patriots | S 33–36            | 1–2                | Gillette Stadium              | Recap              |
| 4                                                       | 1/10               | Tennessee Titans        | V 57–14            | 2–2                | NRG Stadium                   | Recap              |
| 5                                                       | 8/10               | Kansas City Chiefs      | S 34–42            | 2–3                | NRG Stadium                   | Recap              |
| 6                                                       | 15/10              | Cleveland Browns        | V 33–17            | 3–3                | NRG Stadium                   | Recap              |
| 7                                                       | Settimana di pausa | Settimana di pausa      | Settimana di pausa | Settimana di pausa | Settimana di pausa            | Settimana di pausa |
| 8                                                       | 29/10              | at Seattle Seahawks     | S 38–41            | 3–4                | CenturyLink Field             | Recap              |
| 9                                                       | 5/11               | Indianapolis Colts      | S 14–20            | 3–5                | NRG Stadium                   | Recap              |
| 10                                                      | 12/11              | at Los Angeles Rams     | S 7–33             | 3–6                | Los Angeles Memorial Coliseum | Recap              |
| 11                                                      | 19/11              | Arizona Cardinals       | V 31–21            | 4–6                | NRG Stadium                   | Recap              |
| 12                                                      | 27/11              | at Baltimore Ravens     | S 16–23            | 4–7                | M&T Bank Stadium              | Recap              |
| 13                                                      | 3/12               | at Tennessee Titans     | S 13–24            | 4–8                | Nissan Stadium                | Recap              |
| 14                                                      | 10/12              | San Francisco 49ers     | S 16–26            | 4–9                | NRG Stadium                   | Recap              |
| 15                                                      | 17/12              | at Jacksonville Jaguars | S 7–45             | 4–10               | EverBank Field                | Recap              |
| 16                                                      | 25/12              | Pittsburgh Steelers     | S 6–34             | 4–11               | NRG Stadium                   | Recap              |
| 17                                                      | 31/12              | at Indianapolis Colts   | S 13–22            | 4–12               | Lucas Oil Stadium             | Recap              |
| Gli avversari della propria division sono in grassetto. |                    |                         |                    |                    |                               |                    |

## Premi individuali
- J.J. Watt:

Walter Payton NFL Man of the Year

### Pro Bowler
Due giocatori dei Texans sono stati convocati per il Pro Bowl 2018:
- DeAndre Hopkins, wide receiver, 2ª convocazione
- Jadeveon Clowney, outside linebacker, 2ª convocazione

### Premi settimanali e mensili
- Deshaun Watson:

giocatore offensivo della AFC della settimana 4
miglior quarterback della settimana 4
giocatore offensivo della AFC del mese di ottobre
rookie offensivo del mese di ottobre
- Johnathan Joseph:

difensore della AFC della settimana 6